# Non riesco a farti innamorare
Non riesco a farti innamorare è un album di Sal Da Vinci, pubblicato nel 2009.

## Tracce
1. Non riesco a farti innamorare (G.D'Alessio, V.D'Agostino, S.Da Vinci)
2. Aria di dolore (G.D'Alessio, S.Da Vinci)
3. Da lontano (G.D'Alessio, S.Da Vinci)
4. In due (S.Da Vinci)
5. Spillo (G.D'Alessio, A.Mancuso, A.Pennino)
6. Tu non sei normale (A.Mancuso, P.Costa)
7. Bella da dimenticare (E.Rossi)

## Classifiche
| Classifica (2009) | Posizione massima |
| ----------------- | ----------------- |
| Italia            | 19                |